# Alexander Michailowitsch Galin

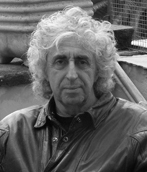
Alexander Galin

Alexander Michailowitsch Galin (international: Aleksandr Michajlovič Galin, russisch Александр Михайлович Галин; * 10. September 1947 als Alexander Purer (russisch Пурер) in Nadeschda, Oblast Rostow, Sowjetunion) ist ein russischer Dramaturg und Theater- und Filmregisseur.

## Leben
Alexander Purer lernte zuerst den Beruf des Fräsers, doch er entdeckte früh sein Komödiantentalent und arbeitete zuerst als Schauspieler an Provinztheatern, 1974 schloss er dann eine zweite Berufsausbildung und zugleich die künstlerische Ausbildung an dem damaligen „Leningrader Staatsinstitut für Kultur N. K. Krupskaja“ (Ленинградский государственный институт культуры им. Н. К. Крупской) als Regisseur ab.
Sein heutiger Künstlername „Galin“ kommt von dem Vornamen seiner Kommilitonin und Freundin Galina, die er während ihres gemeinsamen Studiums in Leningrad kennenlernte und die heute seine Ehefrau ist.

## Werk
Seine ersten Stücke lagen lange in der Schublade, bis ihm 1979 mit Retro, deutsch: Einmal Moskau und zurück, der wahre künstlerische Durchbruch im In- und Ausland gelang. In den folgenden Jahren wurde Galin zu einem der meistgespielten Gegenwartsdramatiker der Sowjetunion. Er schreibt Theaterstücke, er inszeniert sie oft auch selbst. Auch als Drehbuchautor wurde zunehmend erfolgreich, etwa das Drehbuch zu dem Film Die russische Hochzeit.
In der Sowjetunion, der GUS und auch im heutigen Europa war und ist Alexander Galin einer der meistgespielten zeitgenössischen Bühnenautoren. Von den ehemals sowjetischen Autoren ist Alexander Galin einer der wenigen, die auch noch nach 1990 erfolgreich regelmäßig international aufgeführt werden.
Alexander Galin arbeitet mit subtiler Ironie, einem kritischen Humor, der ihn auch während der Sowjetzeit an den Klippen der Zensur vorbeiführte. Er beobachtet seine Landsleute kritisch, aber liebevoll, in der Tradition Tschechows oder Gorkis. In den meisten Stücken geht es um Konfrontation zweier grundsätzlich gegensätzlicher Menschentypen, die trotz alle Widersprüche zu einem Konsens führen. Seine oft bitterböse Bissigkeit wird durch seine Versöhnlichkeit für alle wieder erträglich.

## Stücke (Auswahl)
- «Стена» (1971, aufgeführt 1987), Die Wand
- «Летят перелётные птицы» (1974), Fliegende Zugvögel
- «Дыра» (1975), Das Loch
- «Крыша» (1976), Das Dach
- «Наваждение» (1977), Die Besessenheit
- «Ретро» (1979), Retro oder Einmal Moskau und zurück.
- «Восточная трибуна» (1981),  Die Ost-Tribüne
- «Звёзды на утреннем небе» (1982), Sterne am Morgenhimmel. Übersetzung: Regine Kühn.
- «Тамада» (1983), Tamara
- «Библиотекарь» (1984), Der Bibliothekar
- «Жанна» [1985], Žanna in Berlin 1986 von Wolfram Krempel als Testamente aufgeführt[2]
- «Группа» (1989), Die Gruppe
- «…Sorry» (1990), … Sorry
- «Титул» (1991), Der Italiener
- «Чешское фото» (1993), Das tschechische Foto
- «Аномалия» (1996), Anomalien
- «Клоун и бандит» (1997), Der Clown und der Bandit
- «Сирена и Виктория» (1997), Sirena und Viktoria
- «Аккомпаниатор» (1998), Der Begleiter
- «Конкурс» (2000), Casting in Kursk (deutsche UA 2002).[3]
- «Рандеву в море дождей» (2002), Rendezvous am Regenmeer (gemeint ist das Mare Imbrium)
- «Сон героини» (2006), Der Traum einer Heldin
- «Нал и НЛО» (2006), Cash und UFO
- «Компаньоны» (2007), Die Gefährten (Die Companions).
- «Лицо» Комедия в двух действиях (2012), Das Gesicht, Komödie in 2 Akten
- «Дзинрикися. Московская история» (2014), „Jinkrikscha“, Moskauer Geschichte, Komödie in 2 Akten,[4]
- «Парад» Комедия в двух действиях (2015), Parade, Komödie in 2 Akten

## Einmal Moskau und zurück
Originaltitel „Retro“, uraufgeführt in Moskau am Maly-Theater in der Spielzeit 1980/81.
In Moskau lebende Tochter holt ihren Vater zu sich, um für ihn zu sorgen. Und damit er nicht einsam ist, engagiert sie auch drei passende Damen, Grazien im besten Alter, aus denen sich ihr Vater, wie einst Paris, die Seine wählen soll, doch offensichtlich finden alle Vier viel Freude aneinander.
Eine Komödie, die für Alexander Galin seinen Durchbruch als erfolgreicher Bühnenautor in der damaligen UdSSR brachte.
Im DDR-Fernsehen wurde diese Komödie als Retro oder Ich will zurück aufs Dach (1984) gesendet.

## Casting in Kursk
Originaltitel „Konkurs“, uraufgeführt im Jahr 2000 in Moskau, die deutsche Uraufführung war 2002, Deutsches Theater Berlin, Regie Konstanze Lauterbach. Schweizer Erstaufführung am 26. April 2003 in der Hochschule für Musik und Theater Bern, Regie: Rudolf Koloc
In einem ehemaligen Kursker Kino sucht ein japanischer Geschäftsmann weiblichen Nachwuchs für seinen Nachtklub in Singapur. Die Frauen der Stadt wittern ihre einmalige Chance, endlich aus der tristesten postsowjetischen Provinzrealität in die scheinbare Traumdestination Südostasien zu entfliehen. Alle Tricks sind in diesem Konkurs der Eitelkeit scheinbar erlaubt und die Kandidatinnen setzen alles darauf, den japanischen Besucher und vor allem seinen Dolmetscher von den eigenen Künsten und anderen Qualitäten zu überzeugen. Eine Komödie über die traurige Sehnsucht nach einem bisschen besseren Leben, wenn möglich weit weg.

## Clown und Bandit
Übersetzt von Susanne Rödel.
Die Erstaufführung in Deutschland war am 7. November 1997, im Schauspielhaus Leipzig, Regisseur Lukas Langhoff.
Eine Tragikomödie für gerade eine Schauspielerin und einen Schauspieler, denn die Zwillingsbrüder Alexander und Sergej werden vom gleichen Darsteller gespielt.
Der verträumte Alexander war ein Clown, sein Zirkus ist aber bereits zum Restaurant mutiert, er schwärmt für Natascha, eine Schauspielerin, die wiederum auf seinen erfolgreichen, aber kriminellen Bruder Sergej steht, bzw. auf sein Geld.
Sergej verkörpert den neuen reichen russischen Businessmann, der ganz im krassen Gegensatz zu seinem bescheidenen Zwillingsbruder steht. Als am Ende Gangster ihren kriminellen Boss Sergej erschießen wollen, treffen sie irrtümlich seinen friedlichen Bruder, Träumer und Clown.

## Der Italiener
Eine Tragikomödie für vier Darsteller. Übersetzt von Renate Reschke
Die junge Tänzerin Natascha ist dem deutlich älteren Pietro in den Westen gefolgt. Der geschäftstüchtige und liebeshungrige Italiener konnte in den guten alten Zeiten der italienischen Lira im fernen Russland nur allzu schnell für einen echten „Millionär aus dem Westen“ gehalten werden. In der Realität kann er Nataschas Einkaufswünsche im goldenen Westen genau so wenig befriedigen, wie sie im Gegensatz seine erotischen Vorstellungen nicht mehr erfüllen will.
Um endlich ans Geld zu kommen, soll Natascha aus Russland auch noch ihre Mutter nachkommen lassen. Denn Mama hat angeblich in Russland noch einen Adelstitel geerbt und diesen will Pietro im Westen tüchtig versilbern. Die vermeintliche Fürstin, die Mama kommt und mit ihr auch noch ihr Geliebter. Der gemeinsame Traum vom Reichtum geht aber für keinen der vier auf.

## Rendezvous am Regenmeer
Tragikomödie, übersetzt von Susanne Rödel
Das Regenmeer, Mare Imbrium, ist ein großer, auch mit bloßem Auge sichtbarer Mondkrater, dort wollten sie mal hin, vor dreißig Jahren, Bogdanow und Worotnikow. Zwei sowjetische Kosmonauten trainierten auf dem Modell der Mondlandschaft für ihren Weltraumflug, doch die Amerikaner sind ihnen zuvorgekommen und der Ausflug wurde abgeblasen.
Inessa hat das Ganze arrangiert, vor sieben Jahren hat sie als Studentin den Wissenschaftler Woritnikow an ihrer Uni kennengelernt und jetzt hat sie Bogdanow überredet, sie mit ihren vier jungen Arbeitskolleginnen und ihre reifere Chefin als Tanztruppe für eine private Jubiläumsfeier einzuladen. Sie treffen sich in den Kulissen ihrer einstigen Träume, die zwei verhinderten Raumfahrer und die Studentin aus Sibirien. Sie ist heute in einem „Salon“ tätig und ihre Chefin ist dort die „Madame“. Woritnikow möchte mit Inessa am liebsten durchbrennen, doch seine schnell entflammte Liebe kommt viel zu spät, er selbst ist verheiratet und auch Inessa gehört, wie auch der ganze Laden, bereits der Mafia, Inessa muss heute mit der Erotik ihre Familie ernähren.

## Veröffentlichungen
- Retro, eine zeitgenössische Geschichte in zwei Teilen (Originaltitel Retro (Ретро) übersetzt von Oksana Bulgakowa und Dietmar Hochmuth). Henschel, Berlin 1982, DNB 850576520 (= Henschel-Schauspiel).[7]
- Shanna, Stück in 2 Akten (Originaltitel Schanna (Жанна), übersetzt von Günter Jänische), Henschel, Berlin 1985, DNB 860493342 (= Henschel-Schauspiel).
- Sterne am Morgenhimmel, dramatische Geschichte in 2 Akten (Originaltitel: Swesdy na utrennem nebe (Звёзды на утреннем небе), übersetzt von Regine Kühn), Henschel, Berlin 1988, DNB 881407631 (= Henschel-Schauspiel).
- … Sorry. Komödie in zwei Teilen (Originaltitel:  … Sorry), übersetzt von Susanne Rödel, Theaterverlag, Berlin 1991, DNB 930002636 (= Henschel-Schauspiel).
- The Carnival, comedy, übersetzt von Tom Cole, Dramatic Publishing, Woodstock, IL 1993, ISBN 0-87129-161-4 (englisch).
- До-ре-ми-до-ре-до, Roman, (Do-re-mi-do-re-do) Wremja, Moskau 2013, ISBN 978-5-9691079-2-2 (russisch).

### Zeitschriftenbeiträge
- Ist weiß jetzt schwarz und schwarz jetzt weiß? Rundgespräch über sowjetisches Theater von Alexander Galin, Oleg Jurjew, Nikolai Koljada, Susanne Rödel, Michail Schwydkoj und Elke Wiegand, in: Theater der Zeit, Nr. 12, Berlin 1991 ISSN 0040-5418.
- Für die 100 Stunden-Woche, Gespräch mit Tadeuz Galia, Direktor des Polnischen Theaters Kiel, von Alexander Galin und Joachim Knauth, in: Theater der Zeit, Nr. 1, Berlin 1992 ISSN 0040-5418.
- Konkurrenz und Konkurs, Alexander Galin antwortet auf Fragen zum Casting in Kursk (Originaltitel: Konkurs) von Thomas Irmer, in: Theater der Zeit, Nr. 4, Berlin 2002 ISSN 0040-5418.